# Àrees metropolitanes de Mèxic

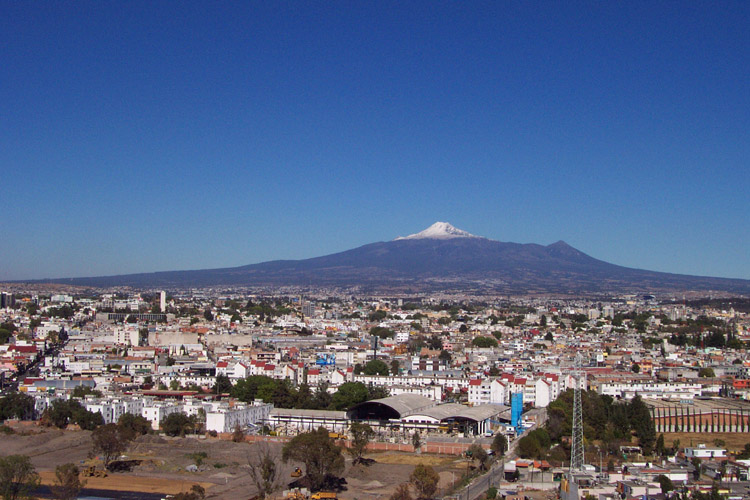
Àrea metropolitana de Puebla

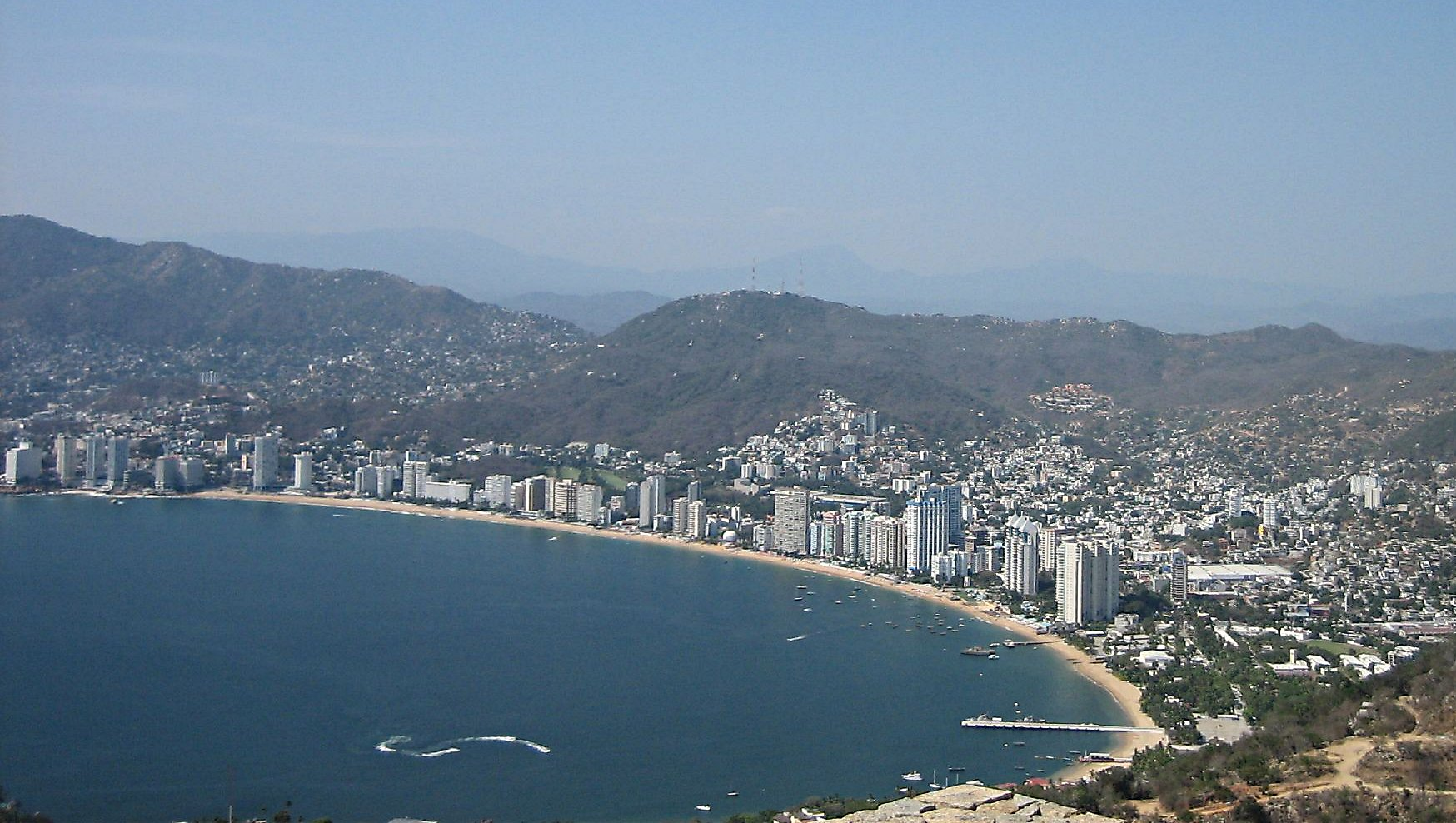
Àrea metropolitana d'Acapulco

Des de la dècada de 1940, Mèxic ha viscut un canvi demogràfic considerable cap a la urbanització que ha fet que diverses ciutats s'estenguin sobre el territori d'un o més municipis i fins i tot estats, formant així àrees metropolitanes, que són el resultat del desenvolupament econòmic, la concentració demogràfica i l'especialització econòmica. Tot i que tradicionalment les àrees metropolitanes eren definides com el grup de municipis que interaccionaven intensament els uns amb els altres al voltant d'una ciutat principal, el 2004, el Consell Nacional de Població (CONAPO), la Secretaria de Desenvolupament Social, (SEDESOL) i l'Institut Nacional d'Estadística, Geografia i Informàtica (INEGI) acordaren definir les àrees metropolitanes de Mèxic com:
- el grup de dos o més municipis on es troba una ciutat amb una població d'almenys 50.000 habitants i l'àrea urbana de la qual s'estén més enllà dels límits del municipi que la contenia originalment, incorporant físicament, o sota la seva àrea d'influència, altres municipis predominantment urbans tots dels quals tenen un grau elevat d'integració econòmica i social o són rellevants en la política i la gestió pública; o com
- un sol municipi amb una ciutat amb una població d'almenys un milió d'habitants i que sigui continguda totalment dins el municipi; o com
- una ciutat amb una població d'almenys 250.000 habitants i que formi una conurbació amb altres ciutats dels Estats Units d'Amèrica.

Cal notar, tanmateix, que els estats del nord-oest i sud-oest són dividits en un petit nombre de municipis molt extensos, mentre que els estats centrals són dividits en un gran nombre de municipis molt petits. Per això, les àrees metropolitanes del nord sovint no s'estenen sobre més d'un municipi, mentre que les àrees metropolitanes del centre n'incorporen més d'un. Per altra banda, quatre àrees metropolitanes incorporen municipis de dos o més estats: l'àrea metropolitana de la Ciutat de Mèxic (el Districte Federal, l'estat de Mèxic i Hidalgo), l'àrea metropolitana de Puebla-Tlaxcala (l'estat de Puebla i l'estat de Tlaxcala, però n'exclou la ciutat de Tlaxcala de Xicohténcatl), l'àrea metropolitana de la Comarca Lagunera (els estats de Coahuila i Durango) i l'àrea metropolitana de Tampico (sobre els estats de Tamaulipas i Veracruz).
En total, el govern definí cinquanta-cinc àrees metropolitanes la població de les quals, el 2000, era de 51,5 milions; és a dir, agrupaven el 52,8% de la població total del país.

## Les àrees metropolitanes més poblades
Les quatre àrees metropolitanes més poblades de Mèxic, segons el cens del 2005, són:
- l'àrea metropolitana de la Ciutat de Mèxic, amb 19,2 milions d'habitants,
- l'àrea metropolitana de Guadalajara, amb 4,1 milions d'habitants,
- l'àrea metropolitana de Monterrey, amb 3,6 milions d'habitants, i
- l'àrea metropolitana de Puebla, amb 2,1 milions d'habitants.[3]

A més, cinc àrees metropolitanes més superen el milió d'habitants. Les següents són les vint àrees metropolitanes més poblades de Mèxic:
A continuació hi ha la població de les 59 zones metropolitanes de Mèxic segons el cens de l'INEGI de 2010:
| Posició   | Posició                   | Àrea Metropolitana                                                                    | Població   | Població   | Població                  | Població |
| Cens 2010 | Variació respecte de 2000 | Àrea Metropolitana                                                                    | Cens 2010  | Cens 2000  | Variació respecte de 2000 |          |
| --------- | ------------------------- | ------------------------------------------------------------------------------------- | ---------- | ---------- | ------------------------- | -------- |
| 01        | =                         | Àrea metropolitana de la Vall de Mèxic                                                | 20.116.842 | 18.396.677 | 9,35                      | Augment  |
| 02        | =                         | Àrea metropolitana de Guadalajara                                                     | 4.434.878  | 3.699.136  | 19,88                     | Augment  |
| 03        | =                         | Àrea metropolitana de Monterrey                                                       | 4.106.054  | 3.381.005  | 21,44                     | Augment  |
| 04        | =                         | Àrea metropolitana de Puebla-Tlaxcala                                                 | 2.728.790  | 2.269.995  | 20,21                     | Augment  |
| 05        | =                         | Àrea metropolitana de la Vall de Toluca                                               | 1.936.126  | 1.540.452  | 25,68                     | Augment  |
| 06        | =                         | Tijuana                                                                               | 1.751.430  | 1.352.035  | 29,54                     | Augment  |
| 07        | =                         | Àrea metropolitana de León                                                            | 1.609.504  | 1.269.179  | 26,81                     | Augment  |
| 08        | =                         | Àrea metropolitana transnacional de Juárez i El Paso                                  | 1.332.131  | 1.218.817  | 9,29                      | Augment  |
| 09        | =                         | Àrea metropolitana de La Laguna                                                       | 1.215.817  | 1.007.291  | 20,70                     | Augment  |
| 10        | (1)                       | Àrea metropolitana de Querétaro                                                       | 1.097.025  | 816.481    | 34,36                     | Augment  |
| 11        | (1)                       | Àrea metropolitana de San Luis Potosí (San Luis Potosí - Soledad de Graciano Sánchez) | 1.040.443  | 850.828    | 22,28                     | Augment  |
| 12        | =                         | Àrea metropolitana de Mérida                                                          | 973.046    | 803.920    | 21,03                     | Augment  |
| 13        | (2)                       | Mexicali                                                                              | 936.826    | 764.602    | 22,52                     | Augment  |
| 14        | (3)                       | Àrea metropolitana d'Aguascalientes                                                   | 932.369    | 727.582    | 28,14                     | Augment  |
| 15        | (2)                       | Àrea metropolitana de Cuernavaca                                                      | 924.964    | 798.782    | 15,79                     | Augment  |
| 16        | (2)                       | Àrea metropolitana d'Acapulco                                                         | 863.431    | 791.558    | 9,07                      | Augment  |
| 17        | (1)                       | Àrea metropolitana de Tampico                                                         | 859.419    | 746.417    | 15,13                     | Augment  |
| 18        | =                         | Àrea metropolitana de Chihuahua                                                       | 852.533    | 696.495    | 22,40                     | Augment  |
| 19        | (1)                       | Àrea metropolitana de Morelia                                                         | 829.625    | 679.109    | 22,16                     | Augment  |
| 20        | (1)                       | Saltillo                                                                              | 823.128    | 637.273    | 29,16                     | Augment  |
| 21        | (2)                       | Àrea metropolitana de Veracruz                                                        | 811.671    | 687.820    | 18,00                     | Augment  |
| 22        | =                         | Àrea metropolitana de Villahermosa                                                    | 755.425    | 600.580    | 25,78                     | Augment  |
| 23        | (1)                       | Reynosa - Río Bravo                                                                   | 727.150    | 524.692    | 38,58                     | Augment  |
| 24        | (1)                       | Àrea metropolitana de Tuxtla                                                          | 684.156    | 523.482    | 30,69                     | Augment  |
| 25        | (4)                       | Cancún                                                                                | 677.379    | 431.128    | 57,11                     | Augment  |
| 26        | (3)                       | Àrea metropolitana de Xalapa                                                          | 666.535    | 554.990    | 20,09                     | Augment  |
| 27        | (1)                       | Àrea metropolitana d'Oaxaca                                                           | 607.963    | 501.283    | 21,28                     | Augment  |
| 28        | (1)                       | Àrea metropolitana de Celaya                                                          | 602.045    | 496.541    | 21,24                     | Augment  |
| 29        | (1)                       | Poza Rica de Hidalgo                                                                  | 513.518    | 467.258    | 9,90                      | Augment  |
| 30        | (3)                       | Àrea metropolitana de Pachuca de Soto                                                 | 512.196    | 375.022    | 36,57                     | Augment  |
| 31        | =                         | Àrea metropolitana de Tlaxcala-Apizaco                                                | 499.567    | 408.401    | 22,32                     | Augment  |
| 32        | (2)                       | Heroica Matamoros                                                                     | 489.193    | 418.141    | 16,99                     | Augment  |
| 33        | (1)                       | Cuautla de Morelos                                                                    | 434.147    | 372.256    | 16,62                     | Augment  |
| 34        | (1)                       | Àrea metropolitana de Tepic                                                           | 429.351    | 342.840    | 25,23                     | Augment  |
| 35        | (3)                       | Àrea metropolitana d'Orizaba                                                          | 427.406    | 381.730    | 11,96                     | Augment  |
| 36        | (1)                       | Àrea Metropolitana Nuevo Laredo–Laredo                                                | 384.033    | 310.915    | 23,51                     | Augment  |
| 37        | (5)                       | Àrea metropolitana de Puerto Vallarta                                                 | 379.886    | 244.536    | 55,34                     | Augment  |
| 38        | (2)                       | Minatitlán                                                                            | 356.137    | 323.389    | 10,12                     | Augment  |
| 39        | (1)                       | Coatzacoalcos                                                                         | 347.257    | 307.724    | 12,84                     | Augment  |
| 40        | (1)                       | Colima - Villa de Álvarez                                                             | 334.240    | 275.677    | 21,24                     | Augment  |
| 41        | (2)                       | Monclova - Frontera                                                                   | 317.313    | 282.853    | 12,18                     | Augment  |
| 42        | (2)                       | Córdoba                                                                               | 316.032    | 276.553    | 14,27                     | Augment  |
| 43        | =                         | Àrea metropolitana de Zacatecas (Zacatecas - Guadalupe)                               | 309.660    | 242.720    | 27,57                     | Augment  |
| 44        | =                         | Tehuacán                                                                              | 296.899    | 240.507    | 23,44                     | Augment  |
| 45        | (1)                       | Àrea metropolitana de Zamora-Jacona                                                   | 250.113    | 216.048    | 15,76                     | Augment  |
| 46        | (1)                       | Àrea metropolitana de Pénjamo-La Piedad                                               | 249.512    | 229.372    | 8,78                      | Augment  |
| 47        | =                         | Àrea metropolitana de Tulancingo                                                      | 239.579    | 193.638    | 23,72                     | Augment  |
| 48        | (1)                       | Àrea metropolitana de Tula                                                            | 205.812    | 169.901    | 21,13                     | Augment  |
| 49        | (1)                       | Guaymas                                                                               | 203.430    | 180.316    | 12,81                     | Augment  |
| 50        | (2)                       | San Francisco del Rincón                                                              | 182.365    | 145.017    | 25,75                     | Augment  |
| 51        | (1)                       | Piedras Negras                                                                        | 180.734    | 151.149    | 19,57                     | Augment  |
| 52        | (1)                       | Santo Domingo Tehuantepec                                                             | 161.337    | 145.567    | 10,83                     | Augment  |
| 53        | (2)                       | Tianguistenco                                                                         | 157.944    | 127.413    | 23,96                     | Augment  |
| 54        | =                         | Tecomán                                                                               | 141.421    | 127.863    | 10,60                     | Augment  |
| 55        | (1)                       | Ocotlán                                                                               | 141.375    | 125.027    | 13,07                     | Augment  |
| 56        | (3)                       | Río Verde - Ciudad Fernández                                                          | 135.452    | 128.935    | 5,05                      | Augment  |
| 57        | (1)                       | Teziutlán                                                                             | 122.500    | 102.727    | 19,24                     | Augment  |
| 58        | (1)                       | Acayucan                                                                              | 112.996    | 102.992    | 9,71                      | Augment  |
| 59        | =                         | Àrea metropolitana del Sud de Guanajuato (Moroleón - Uriangato)                       | 108.669    | 100.063    | 8,60                      | Augment  |

## Àrees metropolitanes transnacionals
Atesa la integració econòmica dels tres països de Nord-amèrica, sota el Tractat de Lliure Comerç d'Amèrica del Nord, les ciutats fronteres se n'han vist beneficiades, i en molts casos han conformat àrees metropolitanes o conurbacions transnacionals, amb una forta interacció econòmica i social. Segons el document aprovat el 2004, el govern mexicà definí les àrees metropolitanes transnacionals com els municipis amb una ciutat d'almenys 250.000 habitants i que comparteixen un procés de conurbació amb altres ciutats dels Estats Units d'Amèrica. Aquestes conurbacions són:
| Posició | Nom                             | Població  |
| ------- | ------------------------------- | --------- |
| 01      | Tijuana - San Diego             | 4.922.723 |
| 02      | Juárez - El Paso                | 2.345.182 |
| 03      | Reynosa - McAllen               | 1.109.664 |
| 04      | Matamoros - Brownsville (Texas) | 1.019.207 |
| 05      | Mexicali - Calexico             | 944.319   |
| 06      | Nuevo Laredo - Laredo           | 718,073   |

## La megalòpoli del centre de Mèxic

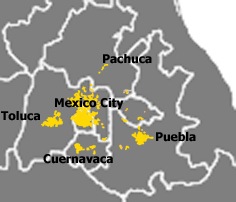
La corona regional del centre de Mèxic

No hi ha cap definició universal per a una megalòpoli, tot i que tradicionalment es refereix a una cadena llarga d'àrees metropolitanes contigües, o territoris que estan relativament integrats. N'és un exemple la megalòpoli de BosWash als Estats Units. El 1996, el Programa General de Desenvolupament Urbà del Districte Federal feu ús d'aquest concepte per referir-se a la megalòpoli del centre de Mèxic, el qual fou expandit per PROAIRE, una comissió ambiental metropolitana, la qual, tanmateix, utilitzà el terme de "corona regional de ciutats". La megalòpoli o corona regional de ciutats del centre de Mèxic està integrada per les àrees metropolitanes de la ciutat de Mèxic, Puebla, Cuernavaca, Toluca i Pachuca, les quals també formen anells o sub-corones regionals (p. ex. l'àrea metropolitana de la ciutat de Puebla conforma una corona regional amb les ciutats d'Atlixco, San Martín Texmelucan, Tlaxcala de Xicohténcatl i Apizaco). La megalòpoli del centre de Mèxic està integrada per 173 municipis (91 de l'estat de Mèxic, 29 de l'estat de Puebla, 37 de l'estat de Tlaxcala, 16 de l'estat de Morelos i 16 de l'estat d'Hidalgo, i per les 16 delegacions del Districte Federal, amb una població total aproximada de 25 milions de persones.